# 李楠楠
李楠楠（1990年3月—），江苏如东人，汉族，无党派人士。中华人民共和国政治人物、第十三届全国人民代表大会江苏地区代表。南通某养老院护士长。

## 生平
2018年2月24日，当选为第十三届全国人大代表。